# St. Nazianz
St. Nazianz è un villaggio degli Stati Uniti d'America, situato in Wisconsin, nella contea di Manitowoc.